# Basellaceae
Basellaceae es una familia de plantas dicotiledóneas que comprende 25 especies distribuidas en 5 géneros. Son herbáceas, perennes y tuberosas o rizomatosas, originarias de las regiones tropicales de América, África y Asia.

## Descripción
Son hierbas, enredaderas, escandentes o rastreras, perennes desde cáudices o tubérculos, subsuculentas, mucilaginosas, generalmente glabras; plantas hermafroditas o a veces funcionalmente dioicas. Hojas alternas o subopuestas, simples, enteras o raramente apiculado-dentadas, suculentas; exestipuladas. Inflorescencia una espiga, racimo, panícula o cima, terminal o axilar, brácteas pequeñas abrazando el pedicelo o inmediatamente bajo las bractéolas cuando las flores son sésiles, bractéolas 4 en 2 pares opuestos en la base del cáliz, las del par superior sepaloides, flores actinomorfas; cáliz gamosépalo, (4–) 5 (–13)-lobado, los lobos imbricados, blanquecinos o a veces coloreados, persistentes en el fruto; pétalos ausentes; disco nectarífero anular, intra- o extrastaminal; estambres (4–) 5 (–9), opuestos a los lobos del cáliz, filamentos connados en la base, anteras basifijas o dorsifijas, ditecas, dehiscencia variada; ovario súpero, 1-locular, placentación basal, óvulo 1, anátropo a campilótropo, estilo 1, indiviso a 3-fido o estilos 3. Fruto un utrículo más o menos rodeado por el cáliz persistente y a menudo carnoso y por las bractéolas superiores; semilla 1, subesférica, el embrión anular y rodeado de perisperma o torcido en espiral y el perisperma escaso o ausente.

## Géneros
- Anredera (Boussingaultia)
- Basella
- Tournonia
- Ullucus

Las especies más importantes en los mercados de alimentos son el ulluco y la espinaca de Malabar.